# 미즈노 다다요시 (1612년)

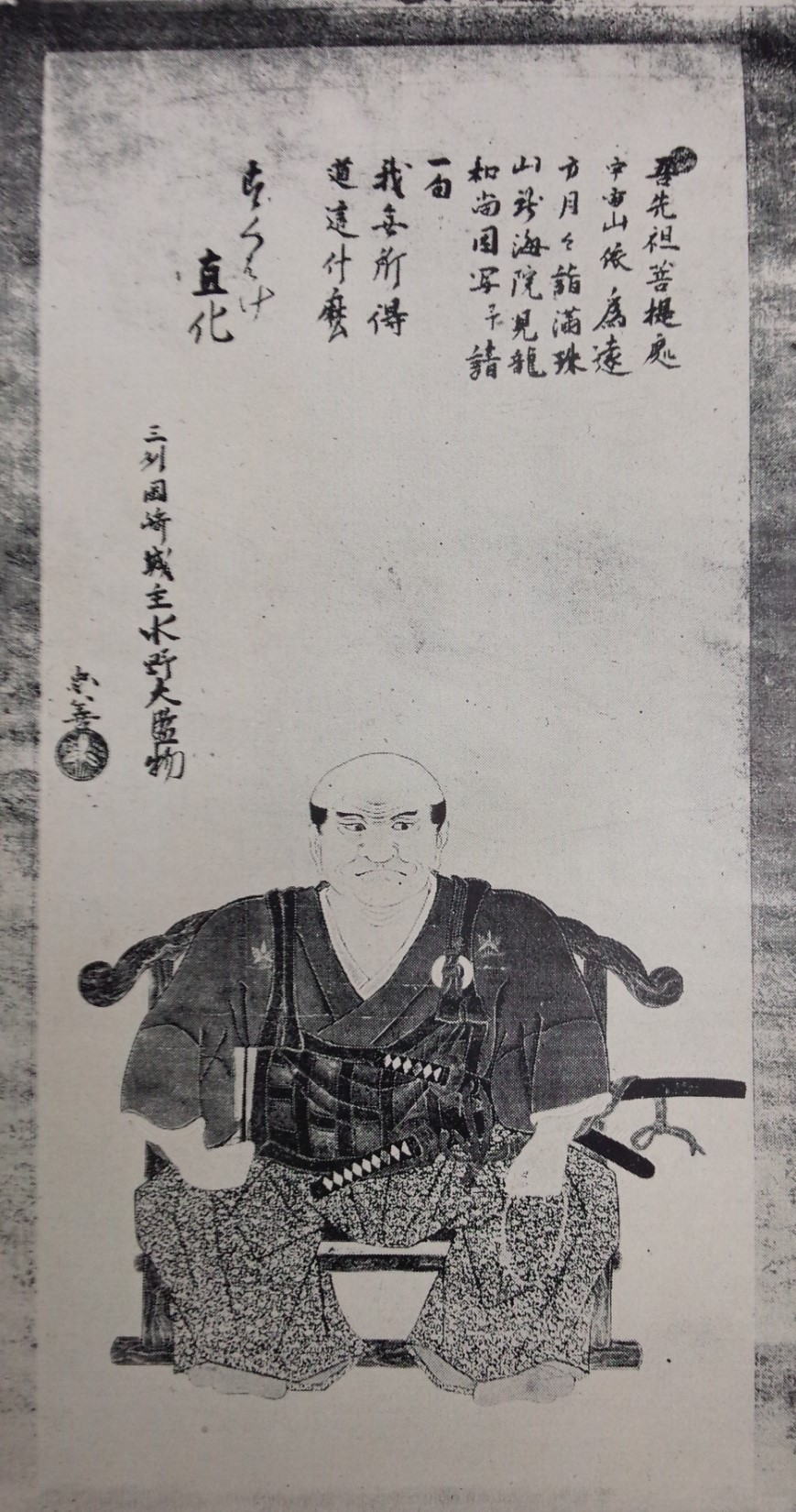
미즈노 다다요시

미즈노 다다요시(일본어: 水野忠善)는 에도 시대 전기의 다이묘이다. 시모사 야마가와 번 제2대 번주, 스루가 다나카번주, 미카와 요시다 번주, 동국 오카자키번 초대 번주를 지냈다. 다다모토계 미즈노가(忠元系水野家) 제2대 당주이자 미즈노 다다모토의 장남이다. 정실은 이노우에 마사나리(요코스카 번주)의 딸이다.
| 전임 미즈노 다다모토 | 제2대 시모사 야마가와 번 번주 (미즈노 가) 1620년 ~ 1635년 | 후임 막부령 |

| 전임 마쓰다이라 다다시게 | 다나카번 번주 (미즈노 가) 1635년 ~ 1642년 | 후임 마쓰다이라 다다하루 |

| 전임 미즈노 다다키요 | 미카와 요시다 번 번주 (미즈노 가 다다모리 계) 1642년 ~ 1645년 | 후임 오가사와라 다다토모 |

| 전임 혼다 도시나가 | 제1대 오카자키번 번주 (미즈노 가) 1645년 ~ 1676년 | 후임 미즈노 다다하루 |